# یک گربه در پاریس
یک گربه در پاریس (به انگلیسی: A Cat in Paris) یک فیلم انیمیشن فرانسوی و محصول سال ۲۰۱۰ میلادی است.